# أسنينغ

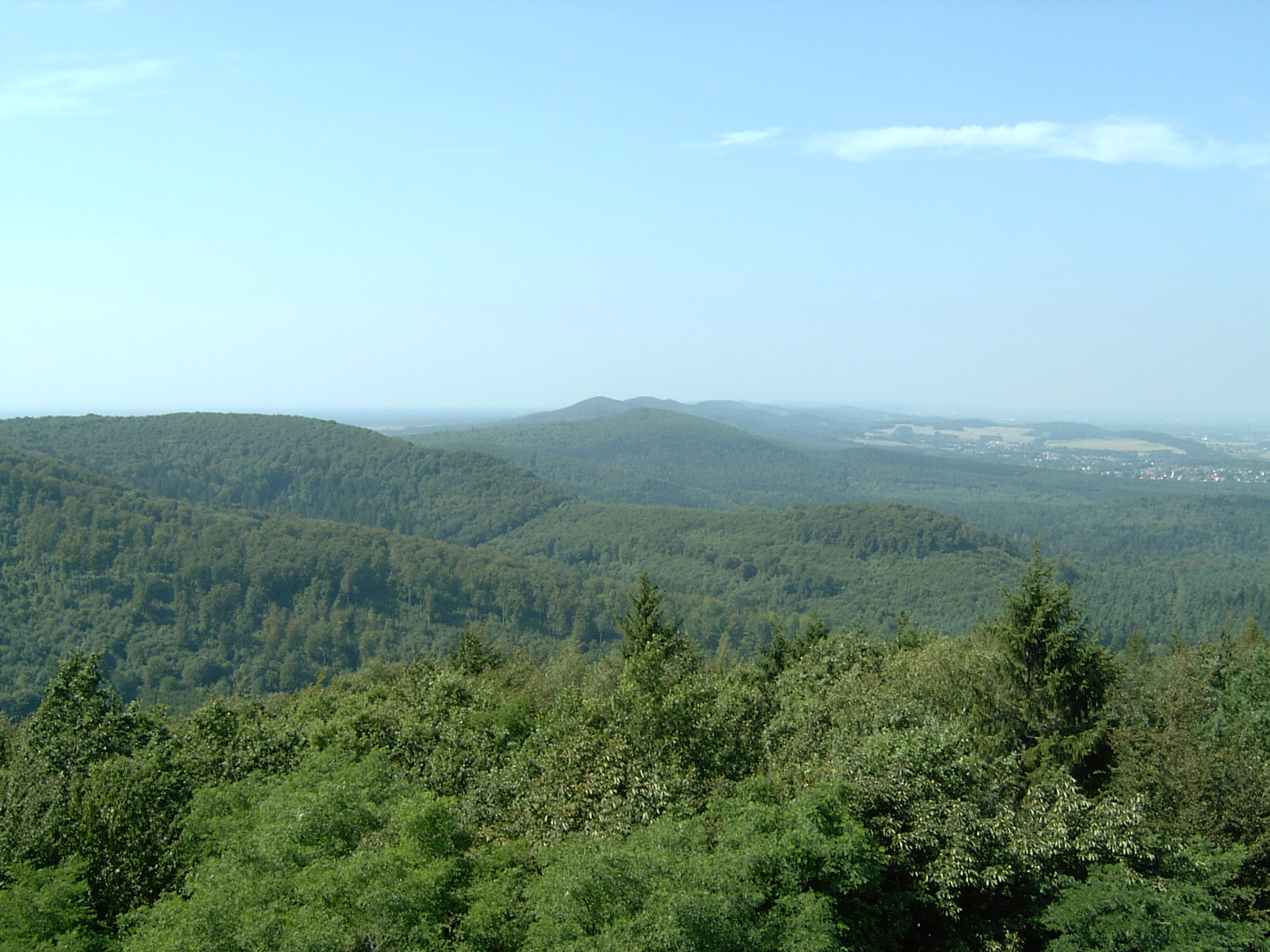
نظرة على غابة تويتوبورغ أو سلسلة جبال أسنينغ

أسنينغ (بالألمانية: Osning) أو بالاسم الشائع اليوم غابة تويتوبورغ (بالألمانية: Teutoburger Wald) هي سلسلة جبال بارتفاع أقصى يبلغ 446 مترا تمتد في ولايتي سكسونيا السفلى وشمال الراين - وستفاليا الألمانيًتين.
أشتهرت أسنينغ بمعركة غابة تويتوبورغ أو واروس بين الرومان والجرمان في سنة 9 ميلادية، رغم أن الأبحاث التاريخية أثبتت أن المعركة لم تقع في الغابة بل في منطقة كالكريزه.
تحتضن أسنينغ العديد من المناطق السياحية، منها النصب التذكاري لقائد معركة واروس «هيرمان» أو باللاتينية «أرمينيوس» والمحمية الطبيعية «أحجار الإكستيرن» وجرف دورينته التي يحمل على قمته صخرة «المرأة القرفصاء»